# اريك داونينج
اريك داونينج (بالإنجليزية: Eric Downing)‏ هو لاعب كرة قدم أمريكية أمريكي، ولد في 16 سبتمبر 1978 في أهوسكي في الولايات المتحدة.

## وصلات خارجية
- اريك داونينج على موقع مرجع كرة القدم المحترفة.كوم (الإنجليزية)